# Premi Alex
Els Premis Alex reconeixen deu llibres escrits per a públic adult que també poden tenen un atractiu especial per a joves entre dotze i divuit anys. Es van donar per primera vegada l'any 1998 i es van convertir en un premi oficial de la American Library Association (ALA) el 2002.
Essencialment, aquests premis són una llista de l'ALA, paral·lela a la selecció dels millors llibres juvenils, que s'atorguen amb periodicitat anual. Els títols guanyadors són seleccionats entre els que han sigut publicats l'any anterior. Des de l'any 2002, els premis Alex estan administrats per la Young Adult Library Services Association (YALSA), una divisió de l'ALA.
Reben el seu nom en honor a la bibliotecària nord-americana Margaret Alexander Edwards, també coneguda amb el sobrenom d'Alex.

## Guanyadors

### Dècada de 1990
| Any  | Autor                | Títol                                                                                      | Traduït al català |
| ---- | -------------------- | ------------------------------------------------------------------------------------------ | --- |
| 1998 | David Bodanis        | The Secret Family: Twenty-four Hours inside the Mysterious Worlds of Our Minds and Bodies. | |
| 1998 | Rick Bragg           | All Over but the Shoutin'.                                                                 | |
| 1998 | Rebecca Carroll      | Sugar in the Raw: Voices of Young Black Girls in America.                                  | |
| 1998 | Karin Cook           | What Girls Learn.                                                                          | |
| 1998 | Pete Hamill          | Snow in August.                                                                            | |
| 1998 | Sebastian Junger     | The Perfect Storm: A True Story of Men against the Sea.                                    | El temporal perfecte: la història veritable d'una lluita de l'home contra el mar. Edicions 62, 1998. ISBN 8429744134. |
| 1998 | Jon Krakauer         | Into Thin Air: A Personal Account of the Mt. Everest Disaster.                             | La febre del cim: crònica d'una tragèdia a l'Everest. Empúries, 2001. ISBN 8475967868.                                |
| 1998 | Velma Maia Thomas    | Lest We Forget: The Passage from Africa to Slavery and Emancipation.                       | |
| 1998 | Dawn Turner Trice    | Only Twice I've Wished for Heaven.                                                         | |
| 1998 | Connie Willis        | To Say Nothing of the Dog; or, How We Found the Bishop's Bird Stump at Last.               | |
| 1999 | Caroline Alexander   | The Endurance: Shackleton's Legendary Antarctic Expedition.                                | |
| 1999 | James Finney Boylan  | Getting In.                                                                                | |
| 1999 | Andie Dominick       | Needles.                                                                                   | |
| 1999 | John Gilstrap        | At All Costs.                                                                              | |
| 1999 | Jesse Lee Kercheval  | Space.                                                                                     | |
| 1999 | Steve Kluger         | Last Days of Summer.                                                                       | |
| 1999 | Robert Silverberg    | Legends: Stories by the Masters of Modern Fantasy.                                         | |
| 1999 | Kim Stanley Robinson | Antarctica.                                                                                | |
| 1999 | Esmeralda Santiago   | Almost a Woman.                                                                            | |
| 1999 | Danzy Senna          | Caucasia.                                                                                  | |

### Dècada de 2000
| Any  | Autor                      | Títol | Traduït al català                                                                   |
| ---- | -------------------------- | --- | ----------------------------------------------------------------------------------- |
| 2000 | David Breashears           | High Exposure: An Enduring Passion for Everest and Unforgiving Places.                                           |                                                                                     |
| 2000 | Orson Scott Card           | Ender's Shadow.                                                                                                  |                                                                                     |
| 2000 | Breena Clarke              | River, Cross My Heart.                                                                                           |                                                                                     |
| 2000 | Esmé Raji Codell           | Educating Esmé: Diary of a Teacher's First Year.                                                                 |                                                                                     |
| 2000 | Jonathon Scott Fuqua       | The Reappearance of Sam Webber.                                                                                  |                                                                                     |
| 2000 | Neil Gaiman                | Stardust. |                                                                                     |
| 2000 | Linda Greenlaw             | The Hungry Ocean: A Swordboat Captain's Journey.                                                                 |                                                                                     |
| 2000 | Elva Trevino Hart          | Barefoot Heart: Stories of a Migrant Child.                                                                      |                                                                                     |
| 2000 | Kent Haruf                 | Plainsong. | Plainsong. Columna, 2000. ISBN 8483009196.                                          |
| 2000 | Connie Porter              | Imani All Mine.                                                                                                  |                                                                                     |
| 2001 | Darin Strauss              | Chang and Eng: A Novel.                                                                                          | Chang & Eng. Edicions 62, 2001. ISBN 8429748652.                                    |
| 2001 | Larry Colton               | Counting Coup.                                                                                                   |                                                                                     |
| 2001 | Juliet Marillier           | Daughter of the Forest.                                                                                          |                                                                                     |
| 2001 | Alan Watt                  | Diamond Dogs. |                                                                                     |
| 2001 | James Bradley i Ron Powers | Flags of Our Fathers.                                                                                            |                                                                                     |
| 2001 | Tracy Chevalier            | Girl with a Pearl Earring.                                                                                       | La noia de la perla. Suma de Lletres Catalana, 2002. ISBN 8495980258.               |
| 2001 | Nathaniel Philbrick        | In the Heart of the Sea: The Tragedy of the Whaleship Essex.                                                     | Dins el cor del mar: la tragèdia del balener Essex. Proa, 2015. ISBN 9788475885520. |
| 2001 | Ben Sherwood               | The Man Who Ate the 747.                                                                                         |                                                                                     |
| 2001 | Gillian Bradshaw           | The Sand Reckoner.                                                                                               |                                                                                     |
| 2001 | June Jordan                | Soldier: A Poet's Childhood.                                                                                     |                                                                                     |
| 2002 | Geraldine Brooks           | Year of Wonders: A Novel of the Plague.                                                                          |                                                                                     |
| 2002 | William Doyle              | An American Insurrection: The Battle of Oxford, Mississippi.                                                     |                                                                                     |
| 2002 | David Anthony Durham       | Gabriel's Story.                                                                                                 |                                                                                     |
| 2002 | Barbara Ehrenreich         | Nickel and Dimed: On (Not) Getting by in Boom-Time America.                                                      |                                                                                     |
| 2002 | Leif Enger                 | Peace Like a River.                                                                                              |                                                                                     |
| 2002 | Kobie Kruger               | The Wilderness Family: At Home with Africa's Wildlife.                                                           |                                                                                     |
| 2002 | Donna Morrissey            | Kit's Law. |                                                                                     |
| 2002 | Mel Odom                   | The Rover. |                                                                                     |
| 2002 | Vineeta Vijayaraghavan     | Motherland. |                                                                                     |
| 2002 | Rebecca Walker             | Black, White, and Jewish: Autobiography of a Shifting Self.                                                      |                                                                                     |
| 2003 | Lynda Barry                | One! Hundred! Demons!                                                                                            |                                                                                     |
| 2003 | Pat Conroy                 | My Losing Season.                                                                                                |                                                                                     |
| 2003 | Timothy Ferris             | Seeing in the Dark: How Backyard Stargazers Are Probing Deep Space and Guarding Earth from Interplanetary Peril. |                                                                                     |
| 2003 | Jasper Fforde              | The Eyre Affair.                                                                                                 |                                                                                     |
| 2003 | Mary Lawson                | Crow Lake. | A la vora del llac. Edicions 62, 2002. ISBN 842975170X.                             |
| 2003 | Brian Malloy               | The Year of Ice.                                                                                                 |                                                                                     |
| 2003 | Julie Otsuka               | When the Emperor was Divine.                                                                                     |                                                                                     |
| 2003 | Ann Packer                 | The Dive from Clausen's Pier.                                                                                    |                                                                                     |
| 2003 | Martha Southgate           | The Fall of Rome.                                                                                                |                                                                                     |
| 2003 | Joseph Weisberg            | 10th Grade. |                                                                                     |
| 2004 | Amanda Davis               | Wonder When You'll Miss Me.                                                                                      |                                                                                     |
| 2004 | Mark Haddon                | The Curious Incident of the Dog in the Night-Time.                                                               | El curiós incident del gos a mitjanit. La Magrana, 2006. ISBN 9788482649672.        |
| 2004 | Khaled Hosseini            | The Kite Runner.                                                                                                 | El caçador d'estels. Ara Llibres, 2008. ISBN 9788496767560.                         |
| 2004 | Audrey Niffenegger         | The Time Traveler's Wife.                                                                                        |                                                                                     |
| 2004 | ZZ Packer                  | Drinking Coffee Elsewhere.                                                                                       |                                                                                     |
| 2004 | Mary Roach                 | Stiff. |                                                                                     |
| 2004 | Mark Salzman               | True Noebooks.                                                                                                   |                                                                                     |
| 2004 | Marjane Satrapi            | Persepolis. | Persèpolis. Norma, 2008. ISBN 9788498474565.                                        |
| 2004 | Jacqueline Winspear        | Maisie Dobbs. |                                                                                     |
| 2004 | Bart Yates                 | Leave Myself Behind.                                                                                             |                                                                                     |
| 2005 | Steve Almond               | Candyfreak: A Journey through the Chocolate Underbelly of America.                                               |                                                                                     |
| 2005 | Lynne Cox                  | Swimming to Antarctica: Tales of a Long-Distance Swimmer.                                                        |                                                                                     |
| 2005 | Brendan Halpin             | Donorboy. |                                                                                     |
| 2005 | Robert Kurson              | Shadow Divers.                                                                                                   |                                                                                     |
| 2005 | Kent Meyers                | Work of Wolves.                                                                                                  |                                                                                     |
| 2005 | Ann Pratchett              | Truth & Beauty: A Friendship.                                                                                    |                                                                                     |
| 2005 | Jodi Picoult               | My Sister's Keeper.                                                                                              |                                                                                     |
| 2005 | Kit Reed                   | Thinner Than Thou.                                                                                               |                                                                                     |
| 2005 | Jim Shepard                | Project X. |                                                                                     |
| 2005 | Robert Sullivan            | Rats: Observations on the History and Habitat of the City's Most Unwanted Inhabitants.                           |                                                                                     |
| 2006 | Judy Fong Bates            | Midnight at the Dragon Café.                                                                                     |                                                                                     |
| 2006 | Kalisha Buckhanon          | Upstate. |                                                                                     |
| 2006 | Neil Gaiman                | Anansi Boys. |                                                                                     |
| 2006 | Gregory Galloway           | As Simple As Snow.                                                                                               |                                                                                     |
| 2006 | Kazuo Ishiguro             | Never Let Me Go.                                                                                                 | No em deixis mai. Empúries, 2006. ISBN 9788497871396.                               |
| 2006 | A. Lee Martinez            | Gil's All Fright Diner.                                                                                          |                                                                                     |
| 2006 | Susan Palwick              | The Necessary Beggar.                                                                                            |                                                                                     |
| 2006 | Nancy Rawles               | My Jim. |                                                                                     |
| 2006 | Julia Scheeres             | Jesus Land: A Memoir.                                                                                            |                                                                                     |
| 2006 | Jeannette Walls            | The Glass Castle: A Memoir.                                                                                      | El castell de vidre. Ara Llibres, 2008. ISBN 9788492406326.                         |
| 2007 | John Connolly              | The Book of Lost Things.                                                                                         |                                                                                     |
| 2007 | Ivan Doig                  | The Whistling Season.                                                                                            |                                                                                     |
| 2007 | Michael D'Orso             | Eagle Blue: A Team, A Tribe, and A High School Basketball Season in Arctic Alaska.                               |                                                                                     |
| 2007 | Sara Gruen                 | Water for Elephants.                                                                                             | Aigua per a elefants. Ara Llibres, 2007. ISBN 9788496767423.                        |
| 2007 | Pamela Carter Joern        | Floor of the Sky.                                                                                                |                                                                                     |
| 2007 | John Hamamura              | Color of the Sea.                                                                                                |                                                                                     |
| 2007 | Michael Lewis              | The Blind Side: Evolution of a Game.                                                                             |                                                                                     |
| 2007 | David Mitchell             | Black Swan Green.                                                                                                |                                                                                     |
| 2007 | Ron Rash                   | The World Made Straight.                                                                                         |                                                                                     |
| 2007 | Diane Setterfield          | The Thirteenth Tale.                                                                                             | El conte número tretze. Empúries, 2007. ISBN 9788497872379.                         |
| 2008 | Matthew Polly              | American Shaolin: Flying Kicks, Buddhist Monks, and the Legend of Iron Crotch: An Odyssey in the New China.      |                                                                                     |
| 2008 | Matt Ruff                  | Bad Monkeys. |                                                                                     |
| 2008 | Jeff Lemire                | Essex County Volume 1: Tales from the Farm.                                                                      |                                                                                     |
| 2008 | Conn Iggulden              | Genghis: Birth of an Empire.                                                                                     |                                                                                     |
| 2008 | Aryn Kyle                  | The God of Animals.                                                                                              |                                                                                     |
| 2008 | Ishmael Beah               | A Long Way Gone: Memoirs of a Boy Soldier.                                                                       |                                                                                     |
| 2008 | Lloyd Jones                | Mister Pip. | El senyor Pip. La Magrana, 2008. ISBN 9788498672626.                                |
| 2008 | Patrick Rothfuss           | The Name of the Wind.                                                                                            | El nom del vent. Rosa dels Vents, 2011. ISBN 9788401387760.                         |
| 2008 | Thomas Maltman             | The Night Birds.                                                                                                 |                                                                                     |
| 2008 | Lisa Lutz                  | The Spellman Files.                                                                                              |                                                                                     |
| 2009 | David Benioff              | City of Thieves.                                                                                                 | Ciutat de lladres. Columna, 2008. ISBN 9788466409216.                               |
| 2009 | Michael Swanwick           | The Dragons of Babel.                                                                                            |                                                                                     |
| 2009 | Zoë Ferraris               | Finding Nouf. |                                                                                     |
| 2009 | Hannah Tinti               | The Good Thief.                                                                                                  | El bon lladre. Empúries, 2010. ISBN 9788497876179.                                  |
| 2009 | Stephen King               | Just After Sunset: Stories.                                                                                      |                                                                                     |
| 2009 | Hillary Jordan             | Mudbound. |                                                                                     |
| 2009 | Todd Tucker                | Over and Under.                                                                                                  |                                                                                     |
| 2009 | Stephen G. Bloom           | The Oxford Project.                                                                                              |                                                                                     |
| 2009 | Toby Barlow                | Sharp Teeth. |                                                                                     |
| 2009 | Theresa Rebeck             | Three Girls and Their Brother.                                                                                   |                                                                                     |

### Dècada de 2010
| Any  | Autor                                | Títol                                                                                       | Traduït al català                                                               |
| ---- | ------------------------------------ | ------------------------------------------------------------------------------------------- | ------------------------------------------------------------------------------- |
| 2010 | William Kamkwamba i Bryan Mealer     | The Boy Who Harnessed the Wind: Creating Currents of Electricity and Hope.                  |                                                                                 |
| 2010 | Meg Rosoff                           | The Bride's Farewell.                                                                       |                                                                                 |
| 2010 | Ron Currie Jr.                       | Everything Matters!                                                                         |                                                                                 |
| 2010 | David Finkel                         | The Good Soldiers.                                                                          |                                                                                 |
| 2010 | Diana Welch i Liz Welch              | The Kids Are All Right: A Memoir.                                                           |                                                                                 |
| 2010 | Lev Grossman                         | The Magicians.                                                                              |                                                                                 |
| 2010 | Peter Rock                           | My Abandonment.                                                                             |                                                                                 |
| 2010 | Gail Carriger                        | Soulless: An Alexia Tarabotti Novel.                                                        |                                                                                 |
| 2010 | David Small                          | Stitches: A Memoir.                                                                         |                                                                                 |
| 2010 | Kevin Wilson                         | Tunneling to the Center of the Earth.                                                       |                                                                                 |
| 2011 | DC Pierson                           | The Boy Who Couldn't Sleep and Never Had To.                                                |                                                                                 |
| 2011 | Liz Murray                           | Breaking Night: A Memoir of Forgiveness, Survival, and My Journey from Homeless to Harvard. |                                                                                 |
| 2011 | Jean Kwok                            | Girl in Translation.                                                                        |                                                                                 |
| 2011 | Peter Bognanni                       | The House of Tomorrow.                                                                      |                                                                                 |
| 2011 | Steve Hamilton                       | The Lock Artist.                                                                            |                                                                                 |
| 2011 | Aimee Bender                         | The Particular Sadness of Lemon Cake.                                                       | La peculiar tristesa del pastís de llimona. Empúries, 2001. ISBN 9788497877336. |
| 2011 | Matt Haig                            | The Radleys.                                                                                |                                                                                 |
| 2011 | Alden Bell                           | The Reapers Are the Angels.                                                                 |                                                                                 |
| 2011 | Emma Donoghue                        | Room.                                                                                       | L'Habitació. Empúries, 2010. ISBN 9788497876773.                                |
| 2011 | Helen Grant                          | The Vanishing of Katharina Linden.                                                          |                                                                                 |
| 2012 | Rachel DeWoskin                      | Big Girl Small.                                                                             |                                                                                 |
| 2012 | Jo Ann Beard                         | In Zanesville.                                                                              |                                                                                 |
| 2012 | David Levithan                       | The Lover's Dictionary.                                                                     | A d'amor. Ara Llibres, 2011. ISBN 9788492941605.                                |
| 2012 | Brooke Hauser                        | The New Kids: Big Dreams and Brave Journeys at a High School for Immigrant Teens.           |                                                                                 |
| 2012 | Erin Morgenstern                     | The Night Circus.                                                                           | El circ de la nit. Columna, 2012. ISBN 9788466414579.                           |
| 2012 | Ernest Cline                         | Ready Player One.                                                                           | Ready player one. Columna, 2016. ISBN 9788466420921.                            |
| 2012 | Daniel H. Wilson                     | Robopocalypse.                                                                              |                                                                                 |
| 2012 | Jesmyn Ward                          | Salvage the Bones.                                                                          |                                                                                 |
| 2012 | Caroline Preston                     | The Scrapbook of Frankie Pratt: A Novel in Pictures.                                        |                                                                                 |
| 2012 | Roland Merullo                       | The Talk-Funny Girl.                                                                        |                                                                                 |
| 2013 | David Zimmerman                      | Caring is Creepy.                                                                           |                                                                                 |
| 2013 | Tupelo Hassman                       | Girlchild.                                                                                  |                                                                                 |
| 2013 | Richard Ross                         | Juvenile in Justice.                                                                        |                                                                                 |
| 2013 | Robin Sloan                          | Mr. Penumbra's 24-Hour Bookstore.                                                           | La llibreria del senyor Penombra. Ara Llibres, 2013. ISBN 9788492941933.        |
| 2013 | Derf Backderf                        | My Friend Dahmer.                                                                           |                                                                                 |
| 2013 | Chris Ballard                        | One Shot at Forever.                                                                        |                                                                                 |
| 2013 | Julianna Baggott                     | Pure.                                                                                       |                                                                                 |
| 2013 | Louise Erdrich                       | The Round House.                                                                            |                                                                                 |
| 2013 | Carol Rifka Brunt                    | Tell The Wolves I'm Home.                                                                   |                                                                                 |
| 2013 | Maria Semple                         | Where'd You Go, Bernadette?                                                                 |                                                                                 |
| 2014 | Mark Slouka                          | Brewster.                                                                                   |                                                                                 |
| 2014 | Lisa O'Donnell                       | The Death of Bees.                                                                          |                                                                                 |
| 2014 | Abigail Tarttelin                    | Golden Boy.                                                                                 |                                                                                 |
| 2014 | John Searles                         | Help for the Haunted.                                                                       |                                                                                 |
| 2014 | Max Barry                            | Lexicon: A Novel.                                                                           |                                                                                 |
| 2014 | Wesley Chu                           | Lives of Tao.                                                                               |                                                                                 |
| 2014 | Koren Zailckas                       | Mother, Mother.                                                                             |                                                                                 |
| 2014 | Lucy Knisley                         | Relish: My Life in the Kitchen.                                                             |                                                                                 |
| 2014 | Katja Millay                         | The Sea of Tranquility.                                                                     |                                                                                 |
| 2014 | Gavin Extence                        | The Universe Versus Alex Woods.                                                             | L'Univers contra l'Alex Woods. RBA, 2013. ISBN 9788482646558.                   |
| 2015 | Anthony Doerr                        | All the Light We Cannot See.                                                                |                                                                                 |
| 2015 | Kate Racculia                        | Bellweather Rhapsody.                                                                       |                                                                                 |
| 2015 | James A. Levine                      | Bingo's Run.                                                                                |                                                                                 |
| 2015 | Kanae Minato                         | Confessions.                                                                                |                                                                                 |
| 2015 | Celeste NG                           | Everything I Never Told You.                                                                |                                                                                 |
| 2015 | John Scalzi                          | Loock In.                                                                                   |                                                                                 |
| 2015 | Andy Weir                            | The Martian.                                                                                |                                                                                 |
| 2015 | Zak Ebrahim                          | The Terrorist's Son: A Story of Choice.                                                     |                                                                                 |
| 2015 | Michael Koryta                       | Those Who Wish Me Dead.                                                                     |                                                                                 |
| 2015 | John Darnielle                       | Wolf in White Van.                                                                          |                                                                                 |
| 2016 | Ryan Gattis                          | All Involved.                                                                               |                                                                                 |
| 2016 | Ta-Nehisi Coates                     | Between the World and Me.                                                                   | Entre el món i jo. Empúries, 2016. ISBN 9788416367719.                          |
| 2016 | Camille DeAngelis                    | Bones & All.                                                                                |                                                                                 |
| 2016 | David Wong                           | Futuristic Violence and Fancy Suits.                                                        |                                                                                 |
| 2016 | Sara Nović                           | Girl at War.                                                                                | Noia en guerra. Catedral, 2017. ISBN 9788416673384.                             |
| 2016 | Joe Abercrombie                      | Half the World.                                                                             | Mig món. Rosa dels Vents, 2015. ISBN 9788415961871.                             |
| 2016 | Brandon Stanton                      | Humans of New York: Stories.                                                                |                                                                                 |
| 2016 | Liz Suburbia                         | Sacred Heart.                                                                               |                                                                                 |
| 2016 | Dan-el Padilla Peralta               | Undocumented: A Dominican Boy's Odyssey from a Homeless Shelter to the Ivy League.          |                                                                                 |
| 2016 | Keija Parssinen                      | The Unraveling of Mercy Louis.                                                              |                                                                                 |
| 2017 | Sarah Beth Durst                     | The Queen of Blood.                                                                         |                                                                                 |
| 2017 | Manuel Gonzales                      | The Regional Office is Under Attack!                                                        |                                                                                 |
| 2017 | Diane Guerrero i Michelle Burford    | In the Country We Love: My Family Divided.                                                  |                                                                                 |
| 2017 | Hannah Hart                          | Buffering: Unshared Tales of a Life Fully Loaded.                                           |                                                                                 |
| 2017 | Holly Jennings                       | Arena.                                                                                      |                                                                                 |
| 2017 | Seanan McGuire                       | Every Heart a Doorway.                                                                      |                                                                                 |
| 2017 | Ryan North                           | Romeo and/or Juliet: A Choosable-Path Adventure.                                            |                                                                                 |
| 2017 | Rob Rufus                            | Die Young with Me: A Memoir.                                                                |                                                                                 |
| 2017 | Matt Simon                           | The Wasp that Brainwashed the Caterpillar.                                                  |                                                                                 |
| 2017 | Scott Stambach                       | The Invisible Life of Ivan Isaenko.                                                         |                                                                                 |
| 2018 | Martha Wells                         | All Systems Red.                                                                            |                                                                                 |
| 2018 | Daniel H. Wilson                     | The Clockwork Dynasty.                                                                      |                                                                                 |
| 2018 | Seanan McGuire                       | Down Among the Sticks and Bones.                                                            |                                                                                 |
| 2018 | Eve Ewing                            | Electric Arches.                                                                            |                                                                                 |
| 2018 | Melissa Fleming                      | A Hope More Powerful Than the Sea.                                                          |                                                                                 |
| 2018 | Joey Comeau                          | Malagash.                                                                                   |                                                                                 |
| 2018 | Jeff Lemire                          | Roughneck.                                                                                  |                                                                                 |
| 2018 | Jordan Harper                        | She Rides Shotgun.                                                                          |                                                                                 |
| 2018 | Tasha Kavanagh                       | Things We Have in Common.                                                                   |                                                                                 |
| 2018 | Kat Howard                           | An Unkindness of Magicians.                                                                 |                                                                                 |
| 2019 | P. Djèlí Clark                       | The Black God's Drums.                                                                      |                                                                                 |
| 2019 | Meghan MacLean Weir                  | The Book of Essie.                                                                          |                                                                                 |
| 2019 | Madeline Miller                      | Circe.                                                                                      |                                                                                 |
| 2019 | Tara Westover                        | Educated: A Memoir.                                                                         | Una educació: memòries. Més Llibres, 2018. ISBN 9788417353049.                  |
| 2019 | Clemantine Wamariya i Elizabeth Weil | The Girl Who Smiled Beads: A Story of War and What Comes After.                             |                                                                                 |
| 2019 | Sam Graham-Felsen                    | Green.                                                                                      |                                                                                 |
| 2019 | David Small                          | Home After Dark.                                                                            |                                                                                 |
| 2019 | N. K. Jemisin                        | How Long 'til Black Future Month?                                                           |                                                                                 |
| 2019 | Jonathan Evison                      | Lawn Boy.                                                                                   |                                                                                 |
| 2019 | Naomi Novik                          | Spinning Silver.                                                                            |                                                                                 |

### Dècada de 2020
| Any  | Autor                | Títol                                                                                          | Traduït al català                                                         |
| ---- | -------------------- | ---------------------------------------------------------------------------------------------- | ------------------------------------------------------------------------- |
| 2020 | C. A. Fletcher       | A Boy and His Dog at the End of the World.                                                     |                                                                           |
| 2020 | Temi Oh              | Do You Dream of Terra-Two?                                                                     |                                                                           |
| 2020 | Angie Cruz           | Dominicana.                                                                                    |                                                                           |
| 2020 | Maia Kobabe          | Gender Queer: A Memoir                                                                         |                                                                           |
| 2020 | Tegan and Sara       | High School.                                                                                   |                                                                           |
| 2020 | A. J. Dungo          | In Waves.                                                                                      |                                                                           |
| 2020 | Seanan McGuire       | Middlegame.                                                                                    |                                                                           |
| 2020 | Colson Whitehead     | The Nickel Boys.                                                                               | Els nois de la Nickel. Edicions del Periscopi, 2020. ISBN 9788417339463.  |
| 2020 | Casey McQuiston      | Red, White & Royal Blue.                                                                       |                                                                           |
| 2020 | Lisa Lutz            | The Swallows.                                                                                  |                                                                           |
| 2021 | Rebecca Roanhorse    | Black Sun.                                                                                     |                                                                           |
| 2021 | T. J. Klune          | The House in the Cerulean Sea.                                                                 |                                                                           |
| 2021 | Colin O'Brady        | The Impossible First: From Fire to Ice - Crossing Antarctica Alone.                            |                                                                           |
| 2021 | Derf Backderf        | Kent State: Four Dead in Ohio.                                                                 |                                                                           |
| 2021 | Gretchen Anthony     | The Kids Are Gonna Ask.                                                                        |                                                                           |
| 2021 | Stephen Graham Jones | The Only Good Indians.                                                                         |                                                                           |
| 2021 | Emily M. Danforth    | Plain Bad Heroines.                                                                            |                                                                           |
| 2021 | Tochi Onyebuchi      | Riot Baby.                                                                                     |                                                                           |
| 2021 | Allie Brosh          | Solutions and Other Problems.                                                                  |                                                                           |
| 2021 | Quan Barry           | We Ride Upon Sticks: A Novel.                                                                  |                                                                           |
| 2022 | Ryka Aoki            | Light from Uncommon Stars.                                                                     |                                                                           |
| 2022 | Marianne Cronin      | The One Hundred Years of Lenni and Margot.                                                     | Els cent anys de la Lenni i la Margot. Columna, 2021. ISBN 9788466427395. |
| 2022 | Genevieve Gornichec  | The Witch's Heart.                                                                             |                                                                           |
| 2022 | T. L. Huchu          | The Library of the Dead.                                                                       |                                                                           |
| 2022 | Will Leitch          | How Lucky.                                                                                     |                                                                           |
| 2022 | Everina Maxwell      | Winter's Orbit.                                                                                |                                                                           |
| 2022 | Kate Quinn           | The Rose Code.                                                                                 |                                                                           |
| 2022 | Kareem Rosser        | Crossing the Line: A Fearless Team of Brothers and the Sport That Changed Their Lives Forever. |                                                                           |
| 2022 | Rachel Smythe        | Lore Olympus, Vol. 1.                                                                          |                                                                           |
| 2022 | Heather Walter       | Malice.                                                                                        |                                                                           |